# Carl Svensson
Carl Gustaf Gunnar Svensson (ur. 8 sierpnia 1879 w Sundbyberg, zm. 28 października 1956 w Sundbyberg) – szwedzki sportowiec.
Wystąpił na Olimpiadzie Letniej 1906 w Atenach, zorganizowanej z okazji dziesięciolecia nowożytnych igrzysk. Gdy tam pojechał, miał 26 lat. Wystąpił w szwedzkiej reprezentacji podczas zawodów przeciągania liny. W pierwszej rundzie przegrali oni z klubem Omas Helliniki, jednak w meczu o trzecie miejsce jego drużyna zdobyła brązowy medal z wynikiem 2:0. Kolejną konkurencją w której brał udział był konkurs podnoszenia ciężarów jednorącz, gdzie zajął 5. miejsce, zdoławszy udźwignąć 65,45 kg (nie udało mu się podnieść 70,75 kg).